# Canton de Tourcoing-2
Le canton de Tourcoing-2 est une circonscription électorale française du département du Nord créée par le décret du 17 février 2014. Il tient lieu de circonscription d'élection des conseillers départementaux et entre en vigueur lors des élections départementales de 2015.

## Histoire
Un nouveau découpage territorial du département du Nord entre en vigueur à l'occasion des premières élections départementales suivant le décret du 17 février 2014. Les conseillers départementaux sont, à compter de ces élections, élus au scrutin majoritaire binominal mixte. Les électeurs de chaque canton élisent au Conseil départemental, nouvelle appellation du Conseil général, deux membres de sexe différent, qui se présentent en binôme de candidats. Les conseillers départementaux sont élus pour 6 ans au scrutin binominal majoritaire à deux tours, l'accès au second tour nécessitant 12,5 % des inscrits au 1er tour. En outre la totalité des conseillers départementaux est renouvelée. Ce nouveau mode de scrutin nécessite un redécoupage des cantons dont le nombre est divisé par deux avec arrondi à l'unité impaire supérieure si ce nombre n'est pas entier impair, assorti de conditions de seuils minimaux. Dans le Nord, le nombre de cantons passe ainsi de 79 à 41.
Le canton de Tourcoing-2 est formé d'une fraction de la commune de Tourcoing. Il est entièrement inclus dans l'arrondissement de Lille. Le bureau centralisateur est situé à Tourcoing.

## Représentation
| Période élective | Période élective | Mandat    | Mandat                | Identité        | Nuance | Nuance | Qualité |
| ---------------- | ---------------- | --------- | --------------------- | --------------- | ------ | ------ | --- |
| 2015             | 2021             | 2015      | 2021                  | Doriane Bécue   |        | LR     | Infirmière libérale Maire-adjointe de Tourcoing Vice-présidente chargée de l'Enfance, de la Famille et de la Jeunesse                                      |
| 2015             | 2021             | 2015      | 2021                  | Maxime Cabaye   |        | LR     | Inspecteur Responsable de Marché Président de l'Etablissement public départemental de soins, d'adaptation et d'éducation Conseiller municipal de Tourcoing |
| 2021             | 2028             | 2021      | en cours              | Doriane Bécue   |        | DVD    | Première vice-présidente du conseil départemental, chargée du retour à l'emploi et de l'insertion Maire de Tourcoing                                       |
| 2021             | 2028             | 2021      | août 2022 (démission) | Gérald Darmanin |        | LREM   | Ministre de l'Intérieur Conseiller municipal de Tourcoing                                                                                                  |
| 2021             | 2028             | Août 2022 | en cours              | Salim Achiba    |        | MR     | Adjoint au maire de Tourcoing |

### Résultats détaillés

#### Élections de mars 2015
À l'issue du 1er tour des élections départementales de 2015, deux binômes sont en ballottage : Doriane Becue et Maxime Cabaye (Union de la Droite, 34,24 %) et Jean-François Bloc et Chantal Pollet (FN, 27,34 %). Le taux de participation est de 36,91 % (17 476 votants sur 47 345 inscrits) contre 46,81 % au niveau départemental et 50,17 % au niveau national.
Au second tour, Doriane Becue et Maxime Cabaye (Union de la Droite) sont élus avec 68,13 % des suffrages exprimés et un taux de participation de 34,91 % (10 180 voix pour 16 530 votants et 47 345 inscrits).

#### Élections de juin 2021
Le premier tour des élections départementales de 2021 est marqué par un très faible taux de participation (33,26 % au niveau national). Dans le canton de Tourcoing-2, ce taux de participation est de 19,56 % (9 129 votants sur 46 660 inscrits) contre 30,39 % au niveau départemental. À l'issue de ce premier tour, deux binômes sont en ballottage : Doriane Becue et Gérald Darmanin (DVD, 54,11 %) et Ali Laazaoui et Katy Vuylsteker (Union à gauche avec des écologistes, 28,37 %).
Le second tour des élections est marqué une nouvelle fois par une abstention massive équivalente au premier tour. Les taux de participation sont de 34,36 % au niveau national, 31,01 % dans le département et 20,62 % dans le canton de Tourcoing-2. Doriane Becue et Gérald Darmanin (DVD) sont élus avec 64,98 % des suffrages exprimés (5 812 voix pour 9 623 votants et 46 675 inscrits),,.

## Composition
Le canton de Tourcoing-2 comprend la partie de la commune de Tourcoing non incluse dans le canton de Tourcoing-1.
| Nom                               | Code Insee | Intercommunalité              | Superficie (km2) | Population (dernière pop. légale)                | Densité (hab./km2) | Modifier                                    |
| --------------------------------- | ---------- | ----------------------------- | ---------------- | ------------------------------------------------ | ------------------ | ------------------------------------------- |
| Tourcoing (bureau centralisateur) | 59599      | Métropole européenne de Lille | 15,19            | Fraction : 76 849 (2022) Commune : 99 160 (2022) | 6 528              | modifier les données · modifier les données |
| Canton de Tourcoing-2             | 5938       |                               |                  | 76 849 (2022)                                    |                    | modifier les données                        |

## Démographie
En 2022, le canton comptait 76 849 habitants, en évolution de +1,47 % par rapport à 2016 (Nord : +0,51 %, France hors Mayotte : +2,11 %).
| 2013   | 2018   | 2022   |
| ------ | ------ | ------ |
| 72 469 | 75 543 | 76 849 |